# Víctor Valdés
Pour les articles homonymes, voir Valdés.
Valdés  Arribas est un nom espagnol. Le premier nom de famille, en général paternel, est Valdés ; le second, en général maternel, souvent omis, est Arribas.
Víctor Valdés, né le 14 janvier 1982 à L'Hospitalet de Llobregat (province de Barcelone), est un footballeur international espagnol évoluant comme gardien de but dans les années 2000 et 2010. Il devient ensuite entraîneur.
Valdés arrive définitivement au FC Barcelone à treize ans. Formé à la Masia, il intègre l'équipe première à vingt ans et s'y impose presque immédiatement comme titulaire. Laissant quelques matchs de Liga et de C1 ainsi que tous ceux de Coupe du Roi, Valdés devient le gardien emblématique du club. En 2005, il remporte son premier championnat avant de le conserver la saison suivante en faisant le doublé avec la Ligue des champions. En 2009, l'équipe réalise un sextuplé inédit dans l'histoire du football en remportant Liga, Coupe d'Espagne, Supercoupe d'Espagne, Ligue des champions, Supercoupe de l'UEFA et Coupe du monde des clubs. Seule la Coupe nationale ne pouvant revenir à Valdés faute de matchs. Deux ans plus tard, le club réalise une performance équivalente outre la coupe nationale. À cette période, Valdés devient le gardien le plus capé de l'histoire du FC Barcelone. En 2014, il décide de quitter le club en fin de contrat pour découvrir d'autres championnat mais se blesse gravement au genou. Valdés s'engage avec Manchester United une fois guéri mais ne retrouve jamais une place de titulaire. Prêté au Standard de Liège en 2016, il y remporte son dernier trophée avec la Coupe de Belgique avant une dernière saison 2016-2017 à Middlesbrough.
En équipe nationale, Valdés émerge tard, barré par Canizares, Reina et surtout Casillas. Appelé une première fois en 2005, il n'intègre définitivement la sélection A qu'en 2010 et connaît sa première sélection. Généralement troisième gardien derrière les deux derniers nommés, Valdés joue peu et reste sur le banc lors des victoires à la Coupe du monde 2010 et l'Euro 2012. Lors de la Coupe des confédérations 2013, il dispute la troisième rencontre de phase de poule, sa seule sélection en tournoi. Sa blessure en 2014 et son difficile retour ensuite mettent fin à sa carrière internationale.
Sur le plan individuel, Victor Valdés dispute plus de 500 matchs à son actif et est le gardien de but ayant disputé le plus de rencontres sous le maillot du FC Barcelone. Tous postes confondus, il est le sixième joueur blaugrana le plus capé après Xavi, Puyol, Migueli, Iniesta et Léo Messi. Ses performances lui permettent de remporter à cinq reprises le Trophée Zamora de meilleur gardien du championnat d'Espagne. Il est co-recordman du nombre de sacre de cette récompense et le seul, avec Jan Oblak de 2016 à 2019, à la remporter quatre fois consécutives de 2009 à 2012. En 2011, il bat le record d'invincibilité pour un gardien barcelonais. Gardien de caractère, ses principaux atouts sont son jeu au pied et les un-contre-un.

## Biographie

### Enfance et débuts du football
Victor Valdés arrive au FC Barcelone le 1er juillet 1992, en provenance du Peña Cinco Copas. Mais, en septembre de la même année, il part pour motifs familiaux au CD Tenerife, dans les îles Canaries. Trois années plus tard, Valdes retourne à Barcelone.

### Formation au FC Barcelone (1995-2002)
Víctor Valdés intègre définitivement La Masia, le centre de formation du FC Barcelone, en 1995.
Après être passé par plusieurs catégories inférieures du club, il commence à se faire un nom avec le FC Barcelone B. Rapidement, il obtient le droit de s'entraîner avec l'équipe première.

### Premières saisons (2002-2008)

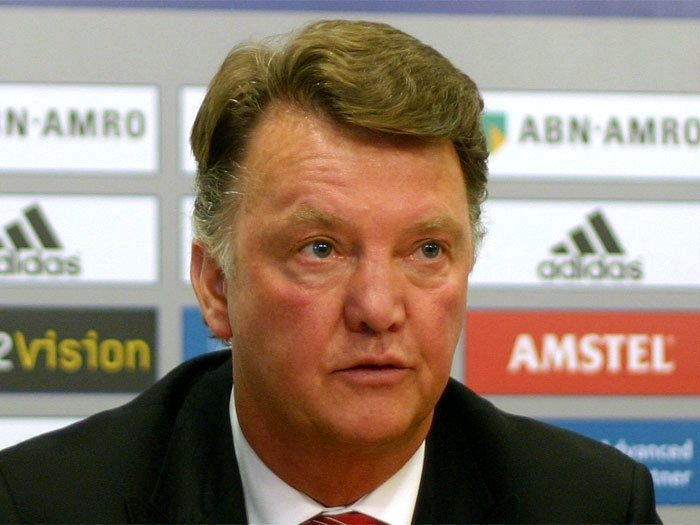
Louis van Gaal fait débuter Valdés en professionnel avant de l'écarter.

Lors de la saison 2002-2003, Víctor Valdés fait ses premières apparitions avec l'équipe première alors entraînée par Louis van Gaal. Il débute officiellement en première division le 1er septembre 2002 lors du match opposant le Barça à l'Atlético Madrid (2-2). Valdés a alors vingt ans et garde les cages du club pendant quatorze matchs de Liga, alternant les titularisations avec le portier argentin Roberto Oscar Bonano. Il dispute aussi six matchs de Ligue des champions durant lesquels il encaisse seulement trois buts. Par la suite, Van Gaal le relègue sur le banc des remplaçants puis l'oblige à rejouer avec le FC Barcelone B en ne le convoquant plus en équipe première. Victor Valdés, le prenant comme une humiliation, ne se présente pas aux matchs du Barça B, mais aussi aux entraînements pendant trois jours. Le président Joan Gaspart, qui croit en lui et remarque son potentiel, ferme les yeux sur cet acte de désobéissance. Après le limogeage de Van Gaal pour cause de mauvais résultats, le nouvel entraîneur Radomir Antić donne sa confiance à Victor Valdés qui retrouve l'équipe première.

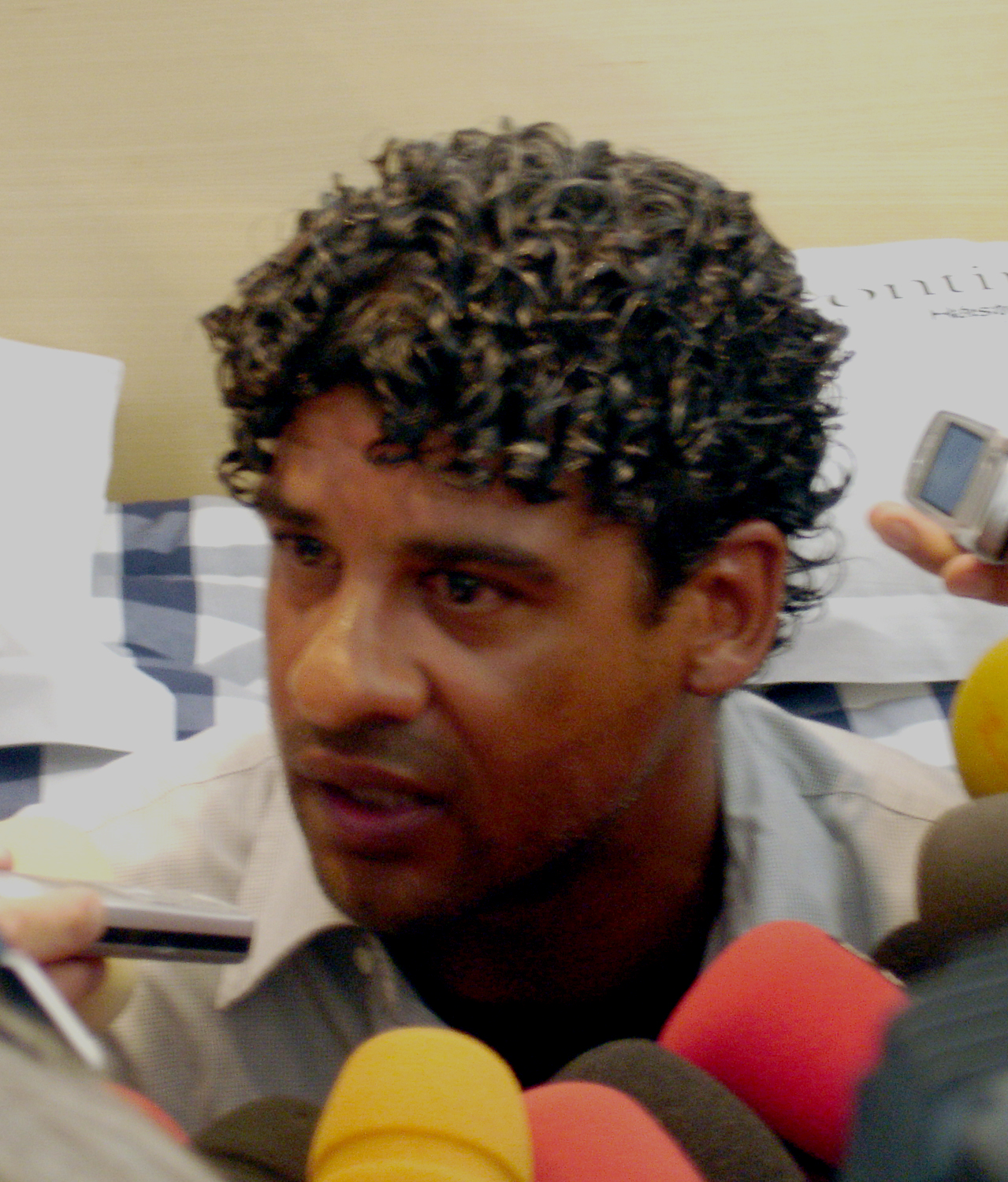
Après une première saison compliquée, Valdes est intronisé titulaire par Rijkaard.

Lors de la saison 2003-2004, Víctor Valdés alterne dans un premier temps avec Rüştü Reçber mais il termine la saison titulaire, en partie grâce à la confiance de son entraîneur Frank Rijkaard et à cause des mauvaises performances du gardien turc.
L'exercice 2004-2005 est celle de sa consécration définitive. Il dispute 35 des 38 matchs de Liga et devient le joueur disputant le plus de minutes dans l'équipe. Il encaisse seulement 25 buts lors de cette saison (0.71 but par match) et est incontestablement un des acteurs principaux dans la conquête du titre de champion d'Espagne. Il remporte aussi pour la première fois le trophée Zamora, qui récompense le gardien ayant encaissé le moins de but dans une saison.
Lors de la saison 2005-2006, Valdés continue d'être le numéro 1 et conquiert la Ligue des champions. Néanmoins, il fait l'objet de débats pour performances mitigées dans des matchs décisifs, où commet des erreurs faisant perdre des points au Barça. Lors de la finale de la C1 contre Arsenal FC, Victor Valdés sauve plusieurs fois son équipe en réalisant divers arrêts décisifs notamment face à Thierry Henry. Il permet à son club de remporter sa deuxième C1.
Lors de l'exercice 2006-2007, le gardien catalan joue la totalité des 38 matchs de Liga.
La saison suivante, il dispute les 35 premières journées puis laisse sa place à José Manuel Pinto pour les trois dernières rencontres de championnat déjà remporté. Toujours au mieux de sa forme, il progresse et devient l'un des gardiens de buts ayant joué le plus de matchs pour le FC Barcelone.

### Gardien de la meilleure équipe du monde (2008-2014)
La saison 2008-2009 et l'année 2009, avec l'arrivée de Pep Guardiola sur le banc, sont exceptionnelle. L'équipe remporte un sextuplé historique : Liga, Coupe d'Espagne, Supercoupe d'Espagne, Ligue des champions, Supercoupe de l'UEFA à la rentrée 2009 et Coupe du monde des clubs en fin d'année. Víctor Valdés remporte pour la deuxième fois le Trophée Zamora de gardien ayant encaissé le moins de buts du Championnat. À l'issue de cette saison record, le gardien catalan prolonge son contrat avec le FC Barcelone jusqu'en juin 2014.
Le 23 janvier 2010, Víctor Valdés boucle la première moitié de la Liga en n'encaissant que dix buts en 19 matchs. C'est une des meilleures performances de l'histoire de la Liga, seuls Francisco Liaño et Abel Resino ayant fait mieux par le passé. Víctor Valdés remporte son troisième Trophée Zamora à l'issue de la saison 2009-2010.
Le 25 septembre 2010, le portier dispute son 269e match de championnat sous le maillot du FC Barcelone, devenant ainsi le troisième gardien le plus capé avec le Barça derrière Antoni Ramallets et Andoni Zubizarreta. Le 2 janvier 2011, il dépasse Ramallets avec son 384e match avec le FCB toutes compétitions confondues, seulement derrière Zubizarreta (410). Víctor Valdés remporte son quatrième Trophée Zamora, le troisième consécutivement, à l'issue de la saison 2010-2011. En 2011, il remporte cinq titres avec le FC Barcelone dont la Ligue des champions et la Liga puis la Coupe du monde des clubs en fin d'année.

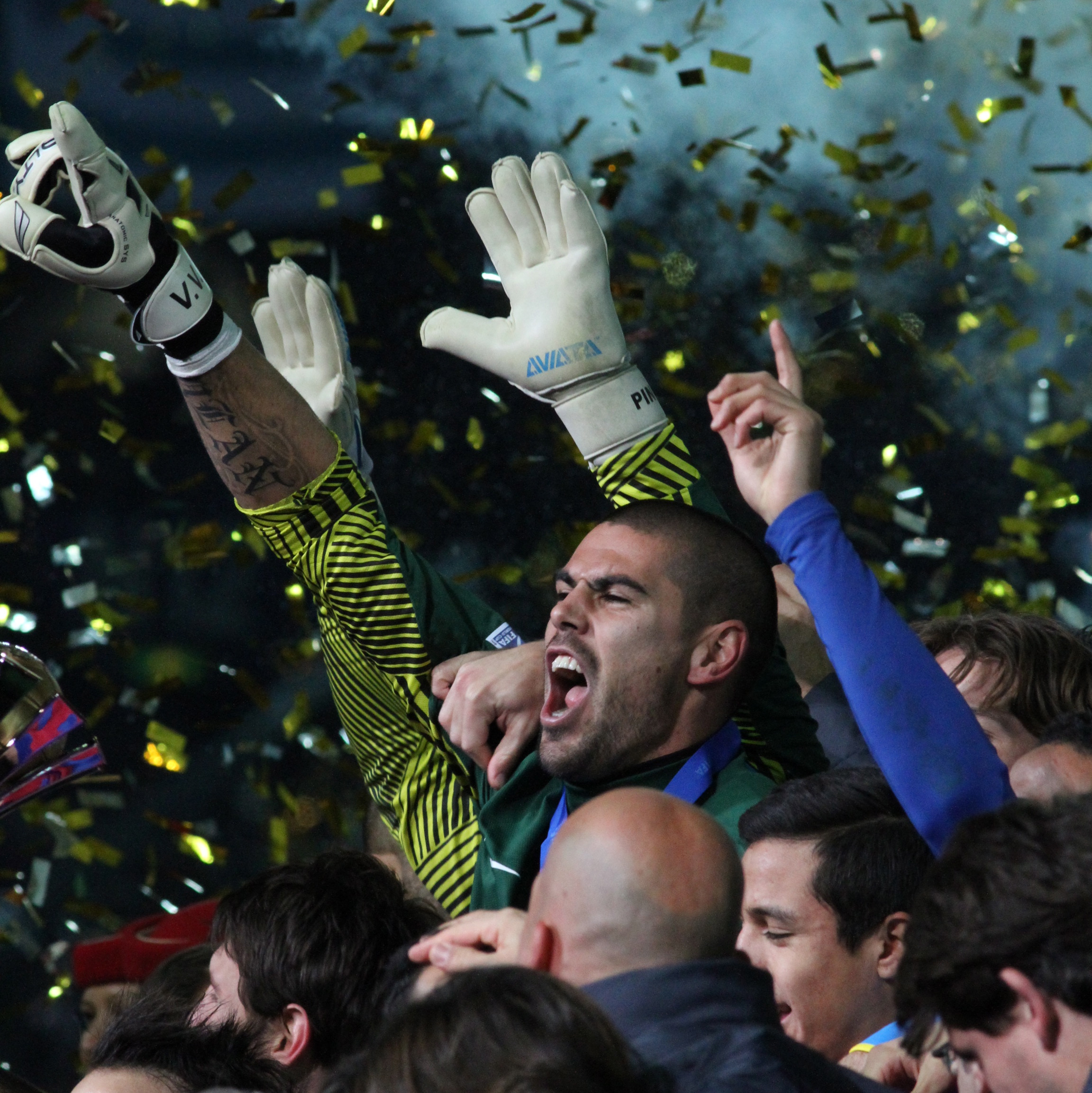
Valdés célébrant la victoire du FC Barcelone lors de la C1 2011.

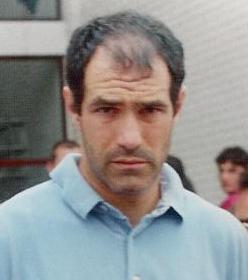
Fin 2011, Valdés devient le gardien le plus capé du club devant Zubizarreta.

Au début de la saison 2011-2012, Valdés devient le gardien ayant disputé le plus de matchs avec le FC Barcelone devant Zubizarreta. Il passe la barrière des 100 matchs internationaux avec son club lors de la Coupe du monde des clubs en décembre 2011. Víctor Valdés remporte son cinquième Trophée Zamora (le quatrième consécutivement, un record) à l'issue de la saison, égalant Antoni Ramallets. Valdés obtient aussi le plus faible ratio de buts encaissés par match sur une saison (16 en 32 rencontres soit 0,5).
À la moitié de la saison 2012-2013, Víctor Valdés annonce sa décision irrévocable de ne pas renouveler le contrat qui le lie au FC Barcelone jusqu'en juin 2014. Quelques jours auparavant, Valdés explique qu'être gardien du Barça est une tâche difficile comportant énormément de pression et qu'il aurait envie, en fin de carrière, d'expérimenter un autre championnat et d'autres cultures. Le 13 mars 2013, Valdés dispute son centième match de Ligue des champions lors de la victoire 4-0 sur l'AC Milan. En nombre d'apparition, il se place quatrième ex-aequo. Le 19 mai 2013, Valdés dispute son 500e match sous les couleurs de Barcelone.
Avec un début de saison 2013-14 tonitruant, Valdés compte, à mi-saison, 21 matchs pour 58 arrêts et onze cages inviolées. Il affiche une grande efficacité sur la ligne et dans les airs, mais encaisse le poids d'une défense devenue fébrile. Pendant le Clasico au Camp Nou le 27 octobre 2013, Valdés réalise une grande performance et sauve le club. Le stade scande son nom à plusieurs reprises. Le 26 mars 2014, lors d'une rencontre maitrisée face au Celta Vigo, Victor se rompt les ligaments croisés du genou et voit sa fin de saison et la Coupe du monde 2014 s'envoler. C'est donc sur civière que le gardien catalan quitte pour la dernière fois la pelouse du Camp Nou.
Refusant tout hommage, de la part d'un club dont il repousse désormais toutes les avances, Valdès ne reçoit pas l'hommage du public.

### Fin de carrière
L'AS Monaco, dont il a fait son point de chute à partir de l'été 2014, décide de ne pas honorer le pré-contrat établi avant sa blessure.
Sans club, Valdés s'entraîne avec Manchester United durant l'automne 2014 sur l'invitation de l'entraîneur Louis van Gaal qui lui propose un contrat d'un an et demi lors du marché des transferts d'hiver de la saison 2014-2015. Le 7 janvier 2015, il s'engage avec « Manutd ». Le 17 mai 2015, lors d'un match contre Arsenal, il entre pour la première fois en jeu pour les Red Devils à la suite d'une blessure de David de Gea. Après plus d'un an sans jouer de match officiel, depuis mars 2014, il encaisse le but de l'égalisation de Tyler Blackett contre son camp (1-1). Il joue une semaine plus tard contre Hull City pour le dernier match de la saison et garde ses cages inviolées (0-0). Lors de la saison 2015-2016, il est relégué en 3e gardien, derrière de Gea et Sergio Romero.
Fin janvier 2016, Valdés est prêté jusqu'à la fin de la saison au Standard de Liège. Le 20 mars, il est titulaire lors de la finale de la coupe de Belgique qu'il remporte 2-1 face au FC Bruges. Son prêt s'achève le 29 avril 2016. Victor Valdés joue huit matches belges (six en championnat et deux en coupe).
En juillet 2016, le gardien s'engage en faveur du Middlesbrough FC. Le 24 mai 2017, il rompt son contrat à l'amiable après avoir porté 28 fois le maillot de Boro, dont huit sans encaisser de but. Il met un terme à sa carrière de joueur en été 2017. Le 2 janvier 2018, il annonce sa retraite et se retire des réseaux sociaux.

### Sélection nationale
Jeune, Valdés est convoqué dans les sélections U-15 et U-17 espagnoles.

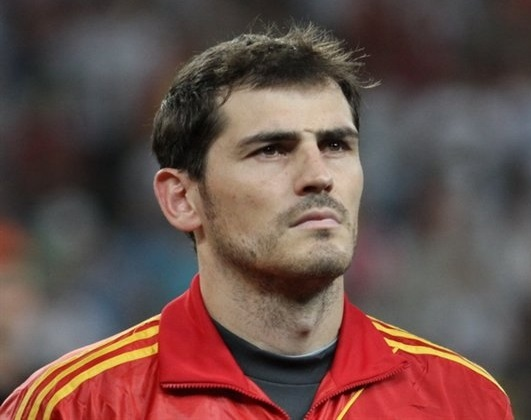
Casillas devance Valdés toute sa carrière dans les buts de la Roja.

Le 15 août 2005, il est convoqué pour la première fois en équipe nationale A. Il est appelé pour un match amical à Gijon contre l’Uruguay pour pallier la blessure d’Iker Casillas. Mais c’est Pepe Reina qui dispute l’intégralité de la rencontre.
Ses performances avec le FC Barcelone l’envoient en sélection sur le tard. Víctor Valdés est inclus par Vicente del Bosque dans la liste de 23 sélectionnés pour la Coupe du monde 2010. Il fait ses débuts lors d'un match amical le 3 juin 2010 contre la Corée du Sud. Le 11 juillet 2010, la sélection espagnole bat en finale les Pays-Bas 1-0 après prolongation. Victor Valdés devient ainsi champion du monde, bien qu'il n'ait pas joué au cours de la compétition.

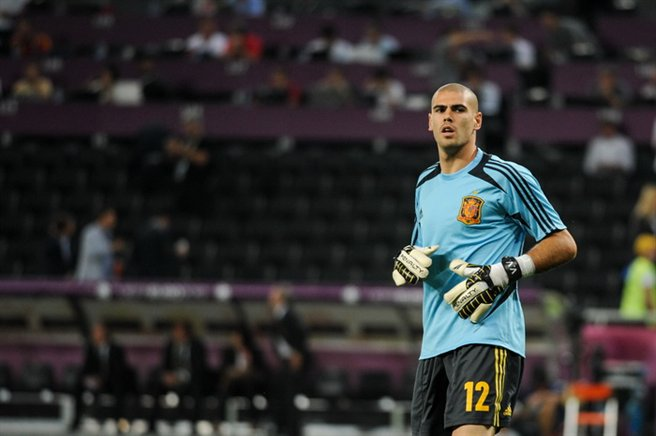
Valdés avec l'Espagne durant l'Euro 2012.

Après avoir disputé plusieurs matchs amicaux, Víctor Valdés débute en match officiel le 11 octobre 2011 face à l'Écosse lors d'un match qualificatif pour l'Euro 2012. Víctor Valdés remporte l'Euro 2012 avec l'Espagne, mais une nouvelle fois il ne joue aucune minute durant la compétition.
Il est aussi finaliste de la Coupe des confédérations 2013, jouant que la troisième rencontre de poule.
En concurrence avec le titulaire Iker Casillas, Victor Valdés prend enfin le dessus lors de la saison 2013-2014. En éliminatoires de la Coupe du monde 2014, Valdés est titulaire face à la France en mars 2013 à la suite de la blessure de Casillas, puis contre la Biélorussie en octobre.

Par la suite, son faible temps de jeu dans ses trois derniers clubs et l'émergence de David de Gea empêche son retour au sein de la Roja.

### Reconversion comme entraîneur
Le 22 juin 2018, Víctor Valdés devient entraîneur des juniors A du club de Moratalaz.
Le 19 juillet 2019, il fait son retour au FC Barcelone pour entraîner les juniors A.
Le 28 mai 2020, il est nommé entraîneur de l'UA Horta, club évoluant en quatrième division espagnole.

## Style: premier relanceur à fort caractère

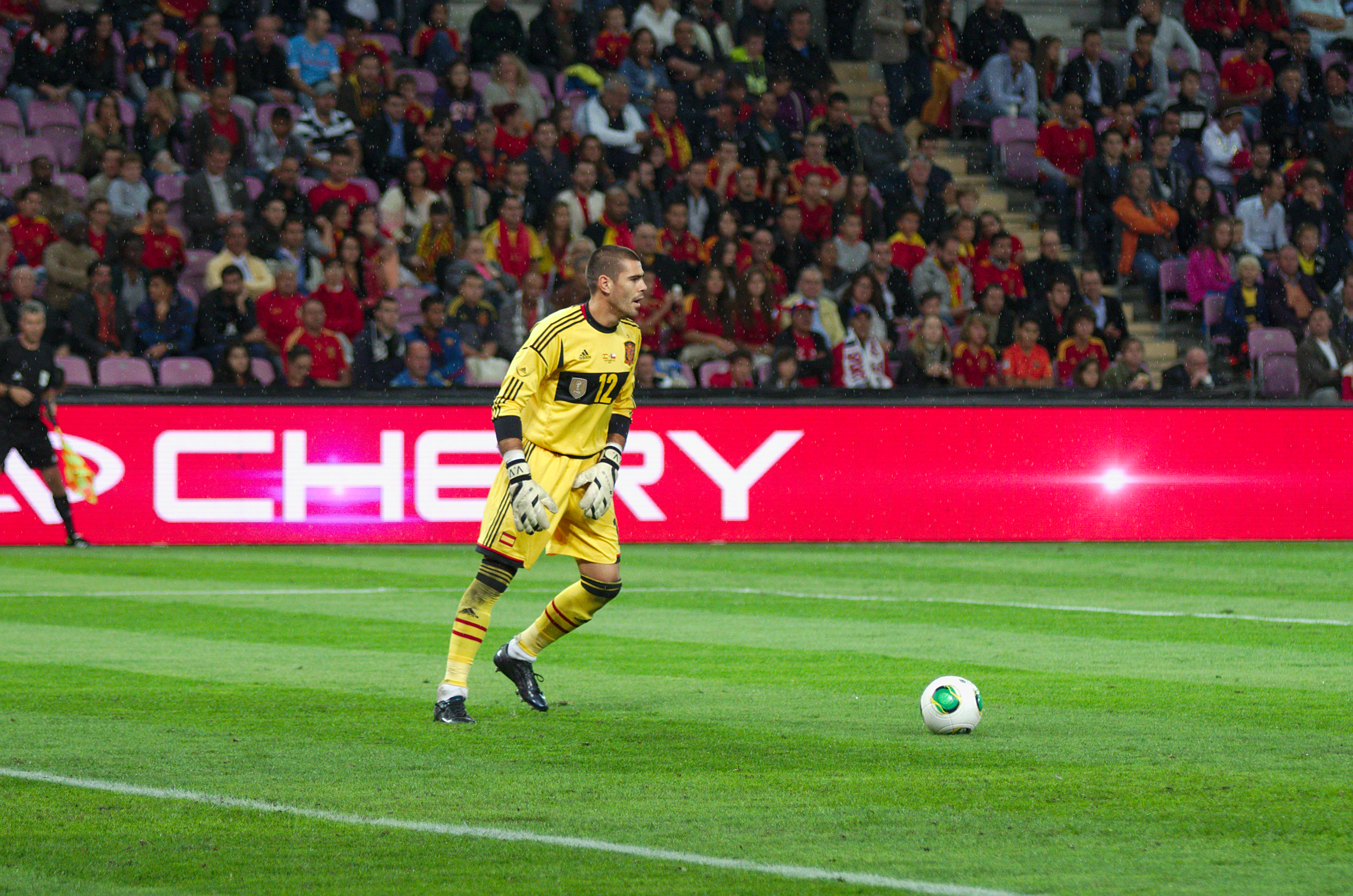
À l'aise au jeu au pied, il est le premier relanceur de son équipe.

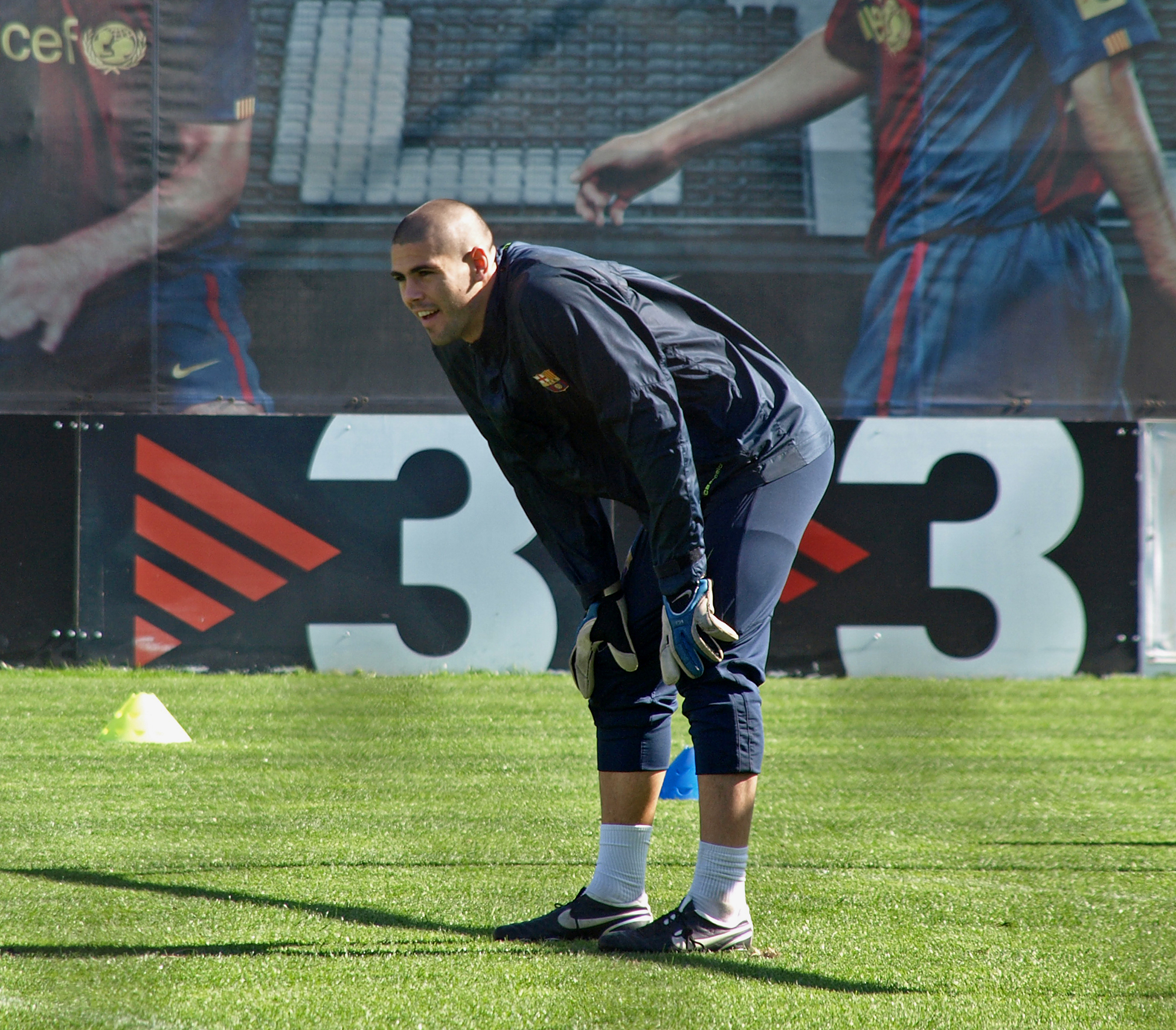
Valdés travaille beaucoup à l'entraînement.

Víctor Valdés est d'abord connu pour son caractère fort, provoquant des réactions vives en match, des déboires à ses débuts mais aussi une capacité à rester sourd aux critiques constantes sur ses prestations.

Lors du passage de Pep Guardiola, Valdés progresse dans sa lecture du jeu, devenant à la fois le dernier rempart et le premier relanceur. Travailleur athlétique avec une technique au pied au-dessus de la norme, un des points forts de Valdés est le face-à-face, le un contre un. « C’est un luxe et un plaisir d’entraîner quelqu’un d’aussi doué que Víctor. Il n’est jamais fatigué et en demande toujours plus » explique Juan Carlos Unzué, entraîneur des gardiens du Barça. « Avant un match, Víctor venait vers nous et nous demandait notre opinion et des infos sur tel ou tel joueur, savoir s’il devait partir sur la gauche ou sur la droite en cas de frappe, s’il était à l’aise avec ses deux pieds » déclare Gérard Piqué.

## Statistiques
| Saison                | Club                     | Championnat           | Championnat | Championnat | Coupe(s) nationale(s) | Coupe(s) nationale(s) | Supercoupe | Supercoupe | Compétition(s) continentale(s) | Compétition(s) continentale(s) | Compétition(s) continentale(s) | Supercoupe UEFA | Supercoupe UEFA | Coupe du mondedes clubs | Coupe du mondedes clubs | Total | Total |
| Saison                | Club                     | Division              | M.          | B.          | M.                    | B.                    | M.         | B.         | Comp.                          | M.                             | B.                             | M.              | B.              | M.                      | B.                      | M.    | B.    |
| 2002-2003             | FC Barcelone             | Liga                  | 14          | 0           | -                     | -                     | -          | -          | C1                             | 6                              | 0                              | -               | -               | -                       | -                       | 20    | 0     |
| 2003-2004             | FC Barcelone             | Liga                  | 33          | 0           | 6                     | 0                     | -          | -          | C3                             | 5                              | 0                              | -               | -               | -                       | -                       | 44    | 0     |
| 2004-2005             | FC Barcelone             | Liga                  | 35          | 0           | -                     | -                     | -          | -          | C1                             | 8                              | 0                              | -               | -               | -                       | -                       | 43    | 0     |
| 2005-2006             | FC Barcelone             | Liga                  | 35          | 0           | -                     | -                     | 2          | 0          | C1                             | 12                             | 0                              | -               | -               | -                       | -                       | 49    | 0     |
| 2006-2007             | FC Barcelone             | Liga                  | 38          | 0           | -                     | -                     | 1          | 0          | C1                             | 8                              | 0                              | 1               | 0               | 2                       | 0                       | 50    | 0     |
| 2007-2008             | FC Barcelone             | Liga                  | 35          | 0           | 6                     | 0                     | -          | -          | C1                             | 11                             | 0                              | -               | -               | -                       | -                       | 52    | 0     |
| 2008-2009             | FC Barcelone             | Liga                  | 35          | 0           | -                     | -                     | -          | -          | C1                             | 14                             | 0                              | -               | -               | -                       | -                       | 49    | 0     |
| 2009-2010             | FC Barcelone             | Liga                  | 38          | 0           | -                     | -                     | 2          | 0          | C1                             | 12                             | 0                              | 1               | 0               | 2                       | 0                       | 55    | 0     |
| 2010-2011             | FC Barcelone             | Liga                  | 32          | 0           | -                     | -                     | 1          | 0          | C1                             | 11                             | 0                              | -               | -               | -                       | -                       | 44    | 0     |
| 2011-2012             | FC Barcelone             | Liga                  | 35          | 0           | -                     | -                     | 2          | 0          | C1                             | 11                             | 0                              | 1               | 0               | 2                       | 0                       | 51    | 0     |
| 2012-2013             | FC Barcelone             | Liga                  | 31          | 0           | -                     | -                     | 2          | 0          | C1                             | 11                             | 0                              | -               | -               | -                       | -                       | 44    | 0     |
| 2013-2014             | FC Barcelone             | Liga                  | 26          | 0           | -                     | -                     | 2          | 0          | C1                             | 6                              | 0                              | -               | -               | -                       | -                       | 34    | 0     |
| Sous-total            | Sous-total               | Sous-total            | 387         | 0           | 12                    | 0                     | 12         | 0          | -                              | 115                            | 0                              | 3               | 0               | 6                       | 0                       | 535   | 0     |
| 2014-2015             | Manchester United        | Premier League        | 2           | 0           | -                     | -                     | -          | -          | -                              | -                              | -                              | -               | -               | -                       | -                       | 2     | 0     |
| 2015-2016             | Manchester United        | Premier League        | -           | -           | -                     | -                     | -          | -          | C1                             | -                              | -                              | -               | -               | -                       | -                       | 0     | 0     |
| Sous-total            | Sous-total               | Sous-total            | 2           | 0           | -                     | -                     | -          | -          | -                              | 0                              | 0                              | -               | -               | -                       | -                       | 2     | 0     |
| 2015-2016             | Standard de Liège (prêt) | Jupiler Pro League    | 5           | 0           | 2                     | 0                     | -          | -          | -                              | -                              | -                              | -               | -               | -                       | -                       | 7     | 0     |
| 2016-2017             | Middlesbrough FC         | Premier League        | 18          | 0           | -                     | -                     | -          | -          | -                              | -                              | -                              | -               | -               | -                       | -                       | 18    | 0     |
| Total sur la carrière | Total sur la carrière    | Total sur la carrière | 412         | 0           | 14                    | 0                     | 12         | 0          | -                              | 115                            | 0                              | 3               | 0               | 6                       | 0                       | 562   | 0     |

## Palmarès

### En club
FC Barcelone :
- Championnat d'Espagne
  - Vainqueur : 2005, 2006, 2009, 2010, 2011 et 2013
  - Vice-champion : 2004, 2007, 2012 et 2014
- Coupe du Roi
  - Vainqueur : 2009 et 2012
  - Finaliste :  2011
- Supercoupe d'Espagne
  - Vainqueur : 2005, 2006, 2009, 2010, 2011 et 2013
  - Finaliste : 2012
- Ligue des champions
  - Vainqueur : 2006, 2009 et 2011
- Supercoupe de l'UEFA
  -  Vainqueur : 2009 et 2011
  - Finaliste : 2006
- Coupe du monde des clubs
  -  Vainqueur : 2009 et 2011
  - Finaliste : 2006

 Standard Liège :
- Coupe de Belgique 
  -  Vainqueur  :  2016

### En sélection nationale
- Espagne
- Coupe du monde
  - Vainqueur : 2010
- Euro
  - Vainqueur : 2012
- Coupe des confédérations
  - Finaliste : 2013

### Récompenses individuelles
Pour ce qui est des distinctions individuelles, Valdés est élu meilleur gardien de la Liga trois années consécutives (2009, 2010, 2011). Il reçoit le trophée Zamora à cinq reprises (2005, 2009, 2010, 2011 et 2012). Il en est co-recordman du nombre de sacre avec Antoni Ramallets et Jan Oblak , mais le seul, avec Jan Oblak à le remporter quatre fois d'affilée. Il est aussi membre de l'équipe type UEFA en 2011.
Valdés bat le record d'invincibilité d'un gardien du FC Barcelone, le 1er novembre 2011 pendant le match de Ligue des champions contre le Viktoria Plzen, avec 877 minutes sans encaisser de buts. Un précédent record de sa part date du 19 septembre 2009 lorsqu'il reste invaincu pendant 569 minutes. Le record d'invincibilité d'un portier du Barça, de Miguel Reina lors de la saison 1972-1973, était de 824 minutes. Valdes échoue à 48 minutes du record national d'Abel Resino, invaincu 925 minutes lors de la saison 1990-1991 avec l'Atlético de Madrid.
Le 8 décembre 2014, une étude du Centre d'Investigation d'Histoire et de statistiques du football espagnol (CIHEFE) détermine que Víctor Valdés est le meilleur gardien de but de l'histoire du championnat d'Espagne.
En janvier 2016, il est prêté par Manchester United au Standard de Liège. Avec le club belge, il remporte la Coupe de Belgique 2016 face au Club de Bruges.